# Ginástica na Universíada de Verão de 1993
A ginástica na Universíada de Verão de 1993 teve suas disputas realizadas na cidade de Buffalo, nos Estados Unidos, contando com as provas masculinas e femininas da ginástica artística.

## Eventos
Ginástica artística
- Individual geral masculino
- Equipes masculino
- Solo masculino
- Barra fixa
- Barras paralelas
- Cavalo com alças
- Argolas
- Salto sobre a mesa masculino
- Individual geral feminino
- Equipes feminino
- Trave
- Solo feminino
- Barras assimétricas
- Salto sobre a mesa feminino

## Medalhistas
Ginástica artística
| Evento              | Ouro                  | Prata                    | Bronze                                |
| ------------------- | --------------------- | ------------------------ | ------------------------------------- |
| Masculino           |                       |                          |                                       |
| Equipes             | ITA                   | CHN                      | USA                                   |
| Individual geral    | BLR Vitaly Scherbo    | ITA Juri Chechi          | UKR Igor Korobchinsky                 |
| Solo                | UKR Igor Korobchinsky | JPN Daisuke Nishikawa    | RUS Yuriy Gotov                       |
| Cavalo com alças    | FRA Eric Poujade      | CHN Fan Bin              | TPE Chang Feng-chih                   |
| Argolas             | ITA Juri Chechi       | USA Scott Keswick        | ITA Ruggero Rossato RUS Dmitriy Trush |
| Salto sobre a mesa  | BLR Vitaly Scherbo    | KOR Yeo Hong-Chun        | TPE Chang Feng-chih                   |
| Barras paralelas    | CHN Wang Xun          | BLR Vitaly Scherbo       | USA Jair Lynch                        |
| Barra fixa          | CHN Chen Jian         | USA Scott Keswick        | BLR Vitaly Scherbo                    |
| Feminino            |                       |                          |                                       |
| Equipes             | UKR                   | USA                      | JPN                                   |
| Individual geral    | UKR Tatiana Lisenko   | UKR Ludmila Stovbchataya | BEL Bénédicte Évrard                  |
| Salto sobre a mesa  | UKR Natalia Kalinina  | BRA Luisa Parente        | USA Hope Sheeley                      |
| Barras assimétricas | UKR Natalia Kalinina  | JPN Kyoko Seo            | UKR Ludmila Stovbchataya              |
| Trave               | UKR Tatiana Lisenko   | UKR Ludmila Stovbchataya | KOR Han Na-Jung                       |
| Solo                | BEL Bénédicte Évrard  | USA Tammy Marshall       | UKR Ludmila Stovbchataya              |

## Quadro de medalhas
| Ordem | País               | Medalha de ouro | Medalha de prata | Medalha de bronze |    |
| ----- | ------------------ | --------------- | ---------------- | ----------------- | -- |
| 1     | UKR Ucrânia        | 6               | 2                | 3                 | 11 |
| 2     | CHN China          | 2               | 2                |                   | 4  |
| 3     | BLR Bielorrússia   | 2               | 1                | 1                 | 4  |
| 3     | ITA Itália         | 2               | 1                | 1                 | 4  |
| 5     | BEL Bélgica        | 1               |                  | 1                 | 2  |
| 6     | FRA França         | 1               |                  |                   | 1  |
| 7     | USA Estados Unidos |                 | 4                | 3                 | 7  |
| 8     | JPN Japão          |                 | 2                | 1                 | 3  |
| 9     | KOR Coreia do Sul  |                 | 1                | 1                 | 2  |
| 10    | BRA Brasil         |                 | 1                |                   | 1  |
| 11    | RUS Rússia         |                 |                  | 2                 | 2  |
| 11    | TPE Taipé Chinês   |                 |                  | 2                 | 2  |
| TOTAL | TOTAL              | 14              | 14               | 15                | 43 |